# Orimarga fasciventris
Orimarga fasciventris är en tvåvingeart som beskrevs av Edwards 1933. Orimarga fasciventris ingår i släktet Orimarga och familjen småharkrankar. Inga underarter finns listade i Catalogue of Life.